# Sebastião do Couto
Sebastião do Couto (Olivenza, 1567-Borba, 21 de noviembre de 1639) fue un filósofo y teólogo jesuita portugués.

## Vida
Nacido en Olivenza (entonces Portugal), estudió letras, filosofía (1587-1591) y teología (1591-1596) en la Universidad de Évora (con una interrupción [curso 1592-1593] para trabajar con el P. Pedro da Fonseca en Lisboa) y se graduó de Maestro en Artes (16 de febrero de 1596). Enseñó filosofía en Évora (1596-1597) y en el Colégio das Artes de Coímbra (1597-1601), donde continuó después, redactando la Dialecticam del Cursum Conimbricense y dando clases de teología. En 1604 volvió a Évora, donde se doctoró en teología (23 de enero de 1605), y fue profesor. Se trasladó por breve tiempo a Coímbra (1606), para la publicación de la Dialecticam y a Lisboa (1612-1613) donde revisó la «Physicam Conimbricensem», que preparaba para la imprenta. Su nombramiento (1609) de vicerrector del Colégio da Purificação en Évora, según los estatutos, ocasionó una revuelta estudiantil, que se hizo famosa por la intervención de las autoridades civiles y eclesiásticas, hasta el punto de ser puesta Évora en entredicho.
Estando en Madrid (1623-1624), aprobó para su publicación la obra de Serafim de Freitas De Iusto Imperio Lusitanorum Asiatico. Predicador en la residencia de S. Roque de Lisboa, fue luego rector (1627-1630) del colegio de Braga. Después, vivió algunos años en Coímbra, y los más en Évora. Residía en esta ciudad cuando ocurrieron los motines de 1637. Sobre Couto recayó la sospecha de haber sido «el que más instigaba los animos»; y, llamado a Madrid, supo prudentemente evitar el viaje. Estas circunstancias parecen dar crédito a la aseveracion, que António Franco atribuye al rey Juan IV en la mañana de su aclamación, de que Couto «había sido el primer motor de aquella gran ventura en que se veía la casa de Braganza y todo este reino» (Ano Santo, 695).

## Obras
- In universam Dialecticam Aristotelis, 2 v. (Coímbra, 1606).
- «Sermões diversos», BNL 3622-3623. Mss teol. Pereira Gomes y Mendeiros, a.c.